# Enrico Zanoncello
Enrico Zanoncello, né le 2 août 1997 à Isola della Scala, est un coureur cycliste italien.

## Biographie
Enrico Zanoncello commence le cyclisme à l'âge de six ans en ayant pour modèles Mark Cavendish et Elia Viviani, ce dernier étant également originaire d'Isola della Scala. Chez les amateurs italiens, il se fait remarquer en obtenant plusieurs victoires au sprint. 
En août 2020, il rejoint l'équipe World Tour Cofidis  en tant que stagiaire. Sous les couleurs de la formation nordiste, il participe à Paris-Chauny, où il se classe 18e. Il passe ensuite professionnel en 2021 chez Bardiani-CSF-Faizanè,.
En novembre 2023, son contrat avec sa formation est prolongé jusqu'en fin d'année 2026.

## Palmarès et résultats

### Palmarès par année
- 2014
  - 2e du championnat d'Italie de vitesse par équipes juniors
- 2015
  - 2e du championnat d'Italie de vitesse par équipes juniors
  - 2e du championnat d'Italie de poursuite par équipes juniors
- 2017
  - Giro delle Balze
  - Coppa Caduti Nervianesi
  - 2e du Trophée Antonietto Rancilio
- 2018
  - 2e de la Medaglia d'Oro Città di Monza
  - 3e du Circuito di Sant'Urbano
  - 3e du Mémorial Vincenzo Mantovani
  - 3e du Trofeo Papà Cervi
  - 3e du Mémorial Gianni Biz
- 2019
  - Grand Prix Ceda
  - Trofeo Dalle Alpi Al Mare Cuneo
  - Giro delle Balze
  - Milan-Busseto
  - Alta Padovana Tour
  - Circuito dell'Assunta
  - 2e du Circuito di Sant'Urbano
  - 2e de la Coppa Caduti Nervianesi
  - 2e du Trophée de la ville de Castelfidardo
  - 2e du Circuito Alzanese
  - 3e du Circuito Molinese
- 2020
  - Coppa San Geo
  - Gran Premio dell'Industria di Civitanova Marche
  - Trofeo Papà Pederzolli
  - 2e du Gran Premio Calvatone
- 2022
  - 2e du Grand Prix Megasaray
- 2023
  - 5e étape du Tour de Taïwan
  - 2e étape de Belgrade-Banja Luka
  - 5e étape du Tour du lac Qinghai
  - 1re étape du Tour du lac Taihu
  - 2e du Tour du lac Taihu
- 2024
  - 1re étape du Tour des Abruzzes

### Résultats sur les grands tours

#### Tour d'Italie
2 participations
- 2024 : 124e
- 2025 : 151e

### Classements mondiaux
| Année                                 | 2018  | 2019  | 2020  | 2021  | 2022 | 2023 | 2024 |
| ------------------------------------- | ----- | ----- | ----- | ----- | ---- | ---- | ---- |
| Classement mondial                    | 2720e | 2545e | 1903e | 1440e | 950e | 287e | 477e |
| UCI Europe Tour                       | 1825e | 1613e | 1397e | 1025e | 694e | nc   | nc   |
|                                       |       |       |       |       |      |      |      |
| Légende : nc = non classéSource : UCI |       |       |       |       |      |      |      |